# Saint-Benin
Saint-Benin település Franciaországban, Nord megyében. Lakosainak száma 341 fő (2022. január 1.). Saint-Benin Le Cateau-Cambrésis, Honnechy és Saint-Souplet községekkel határos.

## Népesség
A település népessége az elmúlt években az alábbi módon változott:
| Lakosok száma | 342  | 337  | 341  | 340  | 341  | 340  | 340  | 339  | 341  |
|               | 2013 | 2015 | 2016 | 2017 | 2018 | 2019 | 2020 | 2021 | 2022 |